# Charlotte Stewart
Charlotte Stewart, född 27 februari 1941 i Yuba City, Kalifornien, är en amerikansk skådespelare.
Stewart är mest känd för sin roll som läraren Miss Beadle i Lilla huset på prärien och för diverse samarbeten med David Lynch i bland annat Eraserhead och TV-serien Twin Peaks.

## Filmografi (urval)
- 1974-1978 - Lilla huset på prärien - Miss Beadle (TV-serie)
- 1977 – Eraserhead - Mary X
- 1990 – Hotet från underjorden - Nancy Sterngood
- 1990-1991 - Twin Peaks - Betty Briggs (TV-serie)
- 2017 – Twin Peaks (TV-serie)